# Oui, chérie !
Oui, chérie ! (Yes, Dear) est une série télévisée américaine de 122 épisodes de 22 minutes créée par Alan Kirschenbaum et Gregory Thomas Garcia diffusé entre le 2 octobre 2000 et le 15 février 2006 sur le réseau CBS.
En France, elle a été diffusée à partir du 16 mars 2002 sur TF1 et rediffusée sur Virgin 17 en 2007 et sur Direct Star en 2011.

## Synopsis
Deux jeunes couples et leurs divergences de vue sur l'art d'être parents.
Greg et Kim Warner, un jeune couple, sont parents pour la première fois. Ils sont soucieux d'offrir à leur fils une bonne éducation. Tandis que la jeune mère est déterminée à avoir une vie parfaite, sa sœur, Christine, maman de deux enfants, lui rappelle que la vie ne sera jamais aussi parfaite.
Quant à Jimmy, l'époux de Christine, il est insouciant et chômeur. Il fait partager à son beau-frère sa philosophie du père et du mari qui doit rester un homme avant tout.

## Distribution

### Acteurs Principaux
- Anthony Clark (V. F. : Xavier Fagnon) : Greg Warner
- Jean Louisa Kelly (V. F. : Véronique Rivière) : Kim Warner
- Liza Snyder (V. F. : Vanina Pradier) : Christine Hughes
- Mike O'Malley (V. F. : Jean-Pascal Quilichini) : Jimmy Hughes

### Acteurs secondaires
- Billy Gardell (V. F. : Michel Mella) : Billy Colavita (saison 1)
- Phill Lewis (V. F. : Bertrand Liebert) : Roy (saison 2)
- Shane Edelman (V. F. : Stéphane Miquel) : Stewart (saison 2)

- Version française
Société de doublage : Imagine[1]
Direction artistique : Philippe Peythieu[1]
Adaptation des dialogues : Frédérique Reboul[1]

Source V. F. : Doublage Séries Database

## Épisodes

### Saison 1 (2000-2001)
1. Les premiers pas de Sam (Pilot)
2. Échange (Weaning Isn't Everything)
3. Sevrage (The Good Couple)
4. T'as envie ? (You Wanna ?)
5. Le beau-père (Father-in-Law)
6. L'anniversaire de Greg (Greg's Big Day)
7. Fâcheuse fâcherie (Look Who's Not Talking)
8. Jimmy a trouvé un travail (Jimmy Gets a Job)
9. L'invention du siècle (Arm-Prins)
10. Bavardage (Talk Time)
11. L'héritage (All I Want for Christmas Is My Dead Uncle's Cash)
12. Psychose (Where There's a Will, There's a Waiver)
13. La star (Jimmy's Jimmy)
14. Bisous bisous (Kiss and Yell)
15. La bourse ou la vie (The Big Snip)
16. Quand j'étais petit, je n'étais pas grand (Moon Over Kindergarten)
17. Docteur, docteur (Doctor, Doctor)
18. Ne partez pas sans Greg (Greg : Don't Leave Home Without Him)
19. Le club des pères de famille (The Daddies Group)
20. Une solution à tout (Mr Fix It)
21. Le karaoké (Kim Just Wants to Have Fun)
22. Une salle de bain pour quatre (No Room to Spare)
23. Une vie de chien (Worst in Show)
24. Ô, mon bateau (Jimmy and the Amazing Technicolor Dream Boat)

### Saison 2 (2001-2002)
1. Le premier sur le pot (Who's on First)
2. Les bonnes résolutions (Christine's Journey)
3. Greg et ses potes (Guarding Greg)
4. Combat de bébés (Baby Fight Club)
5. La contravention (The Ticket)
6. Joyeux Halloween (Halloween)
7. Le papa idéal (The Good Dad)
8. L'invitation (Kentucky Top Hat)
9. Devine qui ne vient pas pour dîner (Guess Who's Not Coming for Dinner)
10. Vive les vacances (Are We There Yet ?)
11. Les grands-parents (A Complicated Plot)
12. La mort du poisson rouge (One Fish, Two Fish, Dead Fish, Blue Fish)
13. Les rêves de Jimmy (You're Out... of Dreams)
14. Sammy chouchou de la classe (Favorite Son)
15. Tu seras un homme, mon fils (Walk Like a Man)
16. Le nouveau copain de Greg (Greg's New Friend)
17. Le somnanbule (Room for Improvement)
18. La petite graine (Johnny Ampleseed)
19. Scout toujours (Dances with Couch)
20. La promotion de Greg (Greg's Promotion)
21. La Bague de fiançailles (The Ring)
22. Jimmy le banquier (Jimmy's Got Balls)
23. Vacances à Las Vegas (Vegas Vacation)
24. Un deuxième bébé (Making Baby)

### Saison 3 (2002-2003)
1. Fesser n'est pas jouer (Spanks, but no Spanks)
2. Histoire de poux (Nitpicking)
3. Journée d'indépendance (Sammy's Independence Day)
4. Le petit-fils héritier (House of the Rising son)
5. Une affaire de nounou (Kim's New Nanny)
6. Le vieux rêve de Greg (Mr.Big Shot)
7. L'échange de conjoint (Wife Swapping)
8. Chaque minute compte (Make every Second Count)
9. Jimmy héros du jour (Jimmy Saves the Day)
10. Bébé arrive (We're Having a Baby)
11. Famille, quand tu nous tiens (Home Is Where the Heart Isn't)
12. Les jeux olympiques (Trophy Husband)
13. Souvenirs, souvenirs (Space Jam)
14. Le figurant (Let's Get Jaggy with It)
15. La déclaration d'amour (House of Cards)
16. Le baseball dans les gènes (Hustlin' Hughes)
17. Harcèlement (Flirtin' with Disaster)
18. La fête sur la plage (Savitsky's Beach House)
19. L'anniversaire de Nan (March Madness)
20. Qui a peur de l'écureuil ? (Good Squirell Hunting)
21. Jimmy à l'école (Jimmy's Dumb)
22. Sœur Christine (Sorority Girl)
23. Une journée de tennis (Savitsky's Tennis Club)
24. Quand Jimmy rencontre Greggy (When Jimmy Met Greggy)

### Saison 4 (2003-2004)
1. Monstres en herbe (Natural Born Delinquents)
2. Tom, le super héros (Hooked on Comics)
3. Pièces Détachées (Spare Parts)
4. Le tombeur (Speed Dating)
5. Big bœuf (Big Brother-in-Law)
6. La brute et le bouffon (Dominic's Buddy)
7. Legoland (Legoland)
8. Joyeux anniversaire (The Day of the Dolphin)
9. Jimmy et Chuck (Jimmy and Chuck)
10. La partie de pêche (A Bunch of Ice Holes)
11. Espèce en voie de disparition (Pimpin' Ain't Easy)
12. Greg mène l'enquête (Who Done It ?)
13. Greg cherche un ami (Greg Needs a Friend)
14. Une nounou périmée (Big Jimmy Babysits)
15. Le combat de boxe (Mama Said Knock You Out)
16. Tante Claire (Dead Aunt, Dead Aunt...)
17. Les prisonniers (Gred and Jimmy's Criminals)
18. La loge officielle (The Owner's Suite)
19. La première (The Premiere)
20. Le Décorateur (Kim and Gordon)
21. Une Liste Avant De Mourir (A List Before Dying)
22. Thérapie de couple (Couples Therapy)
23. Le Mariage(Shirley Cooks with Love)
24. La Vie Chez Savitsky (Living with Savitsky)

### Saison 5 (2005)
1. La fiancée de Sammy (I Wish That I Had Sammy's Girl)
2. Bouffées de chaleur (Jimmy Has Changed)
3. Coup de tête (Headshot)
4. Le bal des anciens (High School Reunion)
5. La nouvelle assistante de Greg (Greg's New Assistant)
6. Cause toujours... (Wont' Ask, Won't Tell)
7. Les nouveaux voisins (The New Neighbors)
8. Sur un arbre perché (Tree Hugger)
9. Les jeux Olympiques des vétérans (Senior Olympics)
10. De l'air ! (A Little Breathing Room)
11. Le moule est cassé... (Broken by the Mold)

### Saison 6 (2005-2006)
1. Passation de pouvoir (The Radford Reshuffle)
2. Greg est un parasite (Greg's a Mooch)
3. Le premier rendez-vous de Dominic (Dominic's First Date)
4. A vos marques, prêts, tondez (On Your Marks, Get Set, Mow)
5. Délicieuse grillade (Barbecue)
6. La pluie et le beau temps (Jimmy from the Block)
7. L'horloge biologique (Baby, Baby Not)
8. Professeur Jimmy (Jimmy The Teacher)
9. Vive le mariage (Marital Aid)
10. Jimmy, sponsor de vacances (Jimmy Sponsors a Vacation)
11. Espionne malgré elle (Christine The Spy)
12. Les mollassons ne dansent pas (Quitters Never Dance)
13. Le grand livre des records (The Guinness World Record)
14. La limousine (The Limo)
15. Parole d'évangile (Should I Bring A Jacket ?)